# Risen 3: Titan Lords
Risen 3: Titan Lords — відеогра у жанрі RPG розроблена німецькою компанією Piranha Bytes та видана Deep Silver. Сиквел до Risen 2: Dark Waters та третя і фінальна гра у серії Risen. 21 серпня 2015 вийшло Посилене видання для PS4. На відмінно від попередніх ігор серії, головним героєм Risen 3: Titan Lords є інший персонаж — брат та син померлого горезвісного пірата Грегоріуса Емануеля Сталевої Бороди.

## Сюжет
Нова загроза надходить над землями після занедбання всіма богами та всіх страждань від Титанів Війни. Для керування гравцю надається новий Безіменний Герой, який замінює протагоніста попередніх двох частин. Новий ігровий персонаж не був згаданий чи зображений раніше у серії, проте стає відомо, що він є братом Петті та сином померлого горезвісного пірата Грегоріуса Емануеля Сталевої Бороди, а також один із небагатьох піратських капітанів, які ще залишилися у світі.
На початку гри Герой прокидається від сну, в якому він бореться із привидом капітана пірата Кроу, якого було вбито у Risen 2: Dark Waters. Герой та Петті покидають корабель, аби вирушити на берег острова Побережжя крабів у пошуку скарбів зі стародавнього тубільного храму, про які давно ходять чутки. На шляху перед ними виникає Черепна печера, котра повстала із руїн, а з неї з'являються декілька тіньових істот. Коли Герой та Патті заглиблюються в печеру задля розслідування, то знаходять магічний портал із кристалом, котрий породжує демонічного Тіньового лорда, який несподівано наскакує на них та збиває з ніг. Тіньовий лорд починає висмоктувати душу Героя, вбиваючи його цим на думку Патті. Вона хоронить свого брата та покидає острів разом із їх командою.
Через певний час, цілитель-відьмак Боунс припливає на побережжя острову та виконує ритуал на трупі Героя, котрий пробуджує його від смерті. Боунс пояснює йому, що він не зовсім живий, оскільки його душа ув'язнена у Підземному світі, а магія вуду здатна повернути лише його тіло. Чим довше Герой буде лишатися далеко від своєї душі, тим більше він буде лишатися свого глузду та зрештою стане безглуздим фаворитом Тіней. Боунс каже Герою, що сам колись загубив свою душу (частина квесту в Risen 2), але зміг повернути її назад; проте через те, що душу Героя тримають у Підземному світі — його повернення буде набагато складнішим. Боунс пропонує шукати найсильніших чаклунів Південних морів, до яких входять відьма Чані (компаньйон із Risen 2), вищий маг Захаріус на острові Тараніс та друїд Елдрік (NPC із першої гри), який наразі веде стародавній орден Мисливців за демонами у боротьбі із Тінями.
Протягом гри Герой намагається боротися проти Тіней, допомагаючи відновити землі, котрі були втрачені у наслідок раптової та жахливої навали. У піратському поселені на острові Антигуа, адмірал Альварез благає Героя мчати до найвпливовіших громад на Південних морях, щоб подати до них запит допомоги у боротьбі із Тінями, особливо із флотом демонських кораблів, котрий веде привид капітана Кроу, та із величезними морськими чудовиськами, яких випустили в море задля сіяння хаосу.
Під час пошуку знань від чаклунів та їх поважних громад, Герой також допомагає їм у боротьбі із Тінями та руйнуванням Кристальних порталів, котрі їх призивають, в обмін на відправлення підтримки від цих громад до Антигуа. На додаток Герой розшукує Інквізицію на острові Такарігуа, котру очолює Комендант Себастьяно, та команду капітана-пірата Моргана. Морган відомий своїми нещадними рейдами, а Себастьяно випустив ордер на смертельну кару всіх магів після того, як втратив розум у боротьбі із Тінями; Герой не має іншого вибору як вбити обох лідерів, аби забезпечити підтримку їх команд. Герой також може здобути декількох NPC, які будуть служити в його команді та слідувати за ним у його пригодах; цими персонажами є: охоронець Хорас, мисливець за демонами Едвард, стрілець-пірат Саддек, гном-злодюжка Джафар та привид інквізитора Мендоси, антагоніста із першого Risen. Відданість цих персонажів залежить від вчинків Героя, які або псують, або відновлюють його душу — негативна цінність душі змушує помічників Героя покинути його, хоча підбадьорює Мендосу навпаки допомагати йому зв'язуватися із духами в Підземному світі у пошуках їх допомоги. Під час сну Герою часто сняться сни, в яких реальність перетворюється на спогади його душі під час подорожі по Підземному світі; в цих снах Герой зустрічається із деякими загиблими персонажами, включаючи Титанів Війни Мару та Урсегора, його батька Сталеву Бороду і кілька попередніх антагоністів.
Друїд Елдрік з острова Залізна затока відкриває Герою все, що він знає про стародавню магію, яка може допомогти його душі. Герой здобуває закляття Некроімортара, котре Елдрік вивчає і повідомляє, що їм буде потрібна допомога Чані та Захаріуса — єдині чаклуни, в силах яких він достатньо впевнений задля контролю закляття. Для цього ритуалу також потрібне безпечне місце, яке б було захищене магією, аби ніхто не зміг зупинити процес заклинання. Цим місцем стає святилище потужної стародавньої сутності Морголота, на яку моляться тубільці на острові Кіла. Коли процес підготовлення завершується, чаклуни роблять спробу відновити душу Героя закляттям Некроімортара. Проте це закляття виявляється хитрість та замість очікуваного — викликає Некролота, Титана смерті, який поглинає всі сили чаклунів. Герой не здатний боротися проти сильного Титана смерті у його поточній формі; на додаток він розуміє, що не зможе протриматися без своєї душі довгий час.
Повертаючи на свій корабель, Герой дізнається, що план Некролота був активований через охоронця Хораса, який був членом його команди. Хорас дізнався намір Елдріка відновити душу Героя, і скористався можливістю закласти хибне закляття там, куди б у пошуках прийшов Герой. Хорас відплив на острів Тараніс та використав магічний реактор магів для виклику Титана зробленого із кристалів та магічної руди, якого Герою вдається здолати та відіслати назад через портал. Хорас намагається особисто вбити Героя, проте це йому не вдається і гине він сам.
Все ще позбавлений душі, Герой не має іншого вибору, окрім як очолити напад на базу Тіней на Острові черепа. На шляху до острова, його команда зустрічається із демонічним флотом Кроу. Герою вдається здолати привида капітана та перемогти демонічний флот. Після створення плацдарму на Острові черепа, людські сили намагаються захопити стратегічні локації навколо острова. Проте викорінення Тіней проходить дуже важко, і Герою доводиться допомагати декільком командам захистити свої пости. У центрі острову знаходиться фортеця зроблена зі скелястих шпилів, яку охороняє ніхто інший як сама душа Героя. Від неї він дізнається, що його душа заклята Некролотом на знищення свого власного тіла, якщо Герой спробує увійти у фортецю, виконуючи акт самогубства, щоби зупинити його. Три чаклуни знаходяться в ув'язнені під охороною в трьох різних місцеположеннях, а їх сили забрані Некролотом для виконання закляття. Визволяючи їх, Герой має шанс послабити Некролота настільки, аби звільнити свою душу від рабства.
Врешті-решт Герою вдається увійти у фортецю та зустрітися із Титаном смерті, який повстає перед ним у своїй справжній формі й використовує всі свої сили, аби ще раз позбавити тіла Героя його душі. Некролот вихоплює тіло Героя, висмоктуючи із нього всі життєві сили в той час, коли душа Героя вимушена протистояти атаці тіньових фаворитів та самому Титану. Після затятої битви, Герою нарешті вдається послабити Некролота настільки, щоби увійти у своє тіло, та завдати йому удару, який відправляє його назад через кристальний портал та знищує його.
Кінцевий синематик різниться від цінності душі Героя наприкінці гри. Якщо цінність душі чистіша, він повертається до табору на пляжі, де на нього чекає його команда, а його сестра Патті підходить, аби обійняти його. Якщо цінність душі більш демонічна, синематик показує решти його команди, яка боязко дивиться за тим, як він підходить до них. Зробивши це, він відвертається від них із демонічним поглядом у своїх очах, показуючи, що залишки його душі стали безповоротно перекручені.

## Геймплей
Свобода: гра надає можливість вільно досліджувати території та брати квести у будь-який час. Квести мають різні варіанти розгортання та різні кінцівки. Гравець може грати у різні частини гри в будь-якій послідовності, таким чином розвиваючи різну індивідуальність свого персонажа.
Дослідження: різносторонній світ приховує в собі розкриття відмінних квестів та персонажів. Від приємних середньовічних містечок і заглиблення у середину сирих темних шахт до надприродного світу тіней. Присутні можливості плавати та залазити на вищі/нижчі рівні висот.
Посилений бій: присутня оновлена система бою із новою анімаційною системою, котра додає нові нюанси боїв.
Гільдії та фракції: одна із нововведень до Risen 3 — це можливість обрати фракцію, кожна з якої надає унікальний набір навичок, арсеналу та квестів, які дозволяють гравцю різним чином досліджувати світ. Фракції також дають можливість нахиляти політичні сили у різні сторони задля своїх власних вигод, маючи на те особисті причини, які головний герой може розкрити, приєднавшись до них.

## Розробка відеогри
Перед офіційним анонсуванням Risen 3: Titan Lords, ходили чутки, що третя частина серії буде називатися Risen 3: Blazing Oceans. Причиною цьому було повідомлення на сторінці Facebook німецької мультимедійної фірми Dluxe Media, яка написала, що уклала контракт по створенню саундтреків до відеогри Risen 3: Blazing Oceans.

## Рецензії
| Агрегатор    | Оцінка                                              |
| ------------ | --------------------------------------------------- |
| GameRankings | (PC) 66.23% (PS4) 53.30% (X360) 45.71% (PS3) 34.50% |
| Metacritic   | (PC) 65/100 (PS4) 55/100 (X360) 44/100 (PS3) 36/100 |

| Видання        | Оцінка |
| -------------- | ------ |
| Game Informer  | 7/10   |
| GameSpot       | 7/10   |
| GamesRadar+    | [ 16 ] |
| IGN            | 5.2/10 |
| PC Gamer (США) | 83/100 |

Відеогра Risen 3: Titan Lords отримала різносторонні огляди критиків. Були похвалені величина світу, різноманітність ворогів та зовнішнього оточення, проте гру різко критикували за відсутність значних покращень в порівнянні зі своїми попередниками.
Hooked Gamers сказали, що «Risen 3: Titan Lords сочиться атмосферністю та служить прикладом того, що цей тип RPG завжди буде вічним. Все, що вам потрібно — це гарний геймплей, достойна історія і багатий різноманітний відкритий світ, на кожному шляху якого вас буде оточувати новий шлях та нова пригода. Часопожираюча Risen 3 настільки ж зосереджена на пошуку головного героя своєї душі, аби повернути її собі назад, як і сама студія Piranha Bytes.» Тим часом PC Gamer написав: «процес бою каламбурний, а брудна графіка лише трохи приглушує веселість від насолоджування цією RPG.»